# Wafra
Wafra (ou Al Wafrah) est une localité située au sud du Koweït, proche de la frontière avec la zone neutre Koweït-Arabie saoudite. Elle fait partie du gouvernorat de Al Ahmadi, et se trouve dans une zone fertile, on y cultive des fruits et légumes.
Le 3 octobre 2019, le record de température pour un mois d'octobre y a été battu avec une température de 47,6 °C.

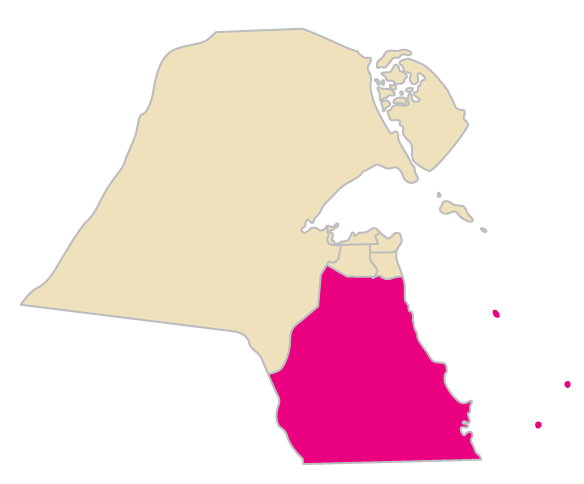
Carte du gouvernorat de Al Ahmadi
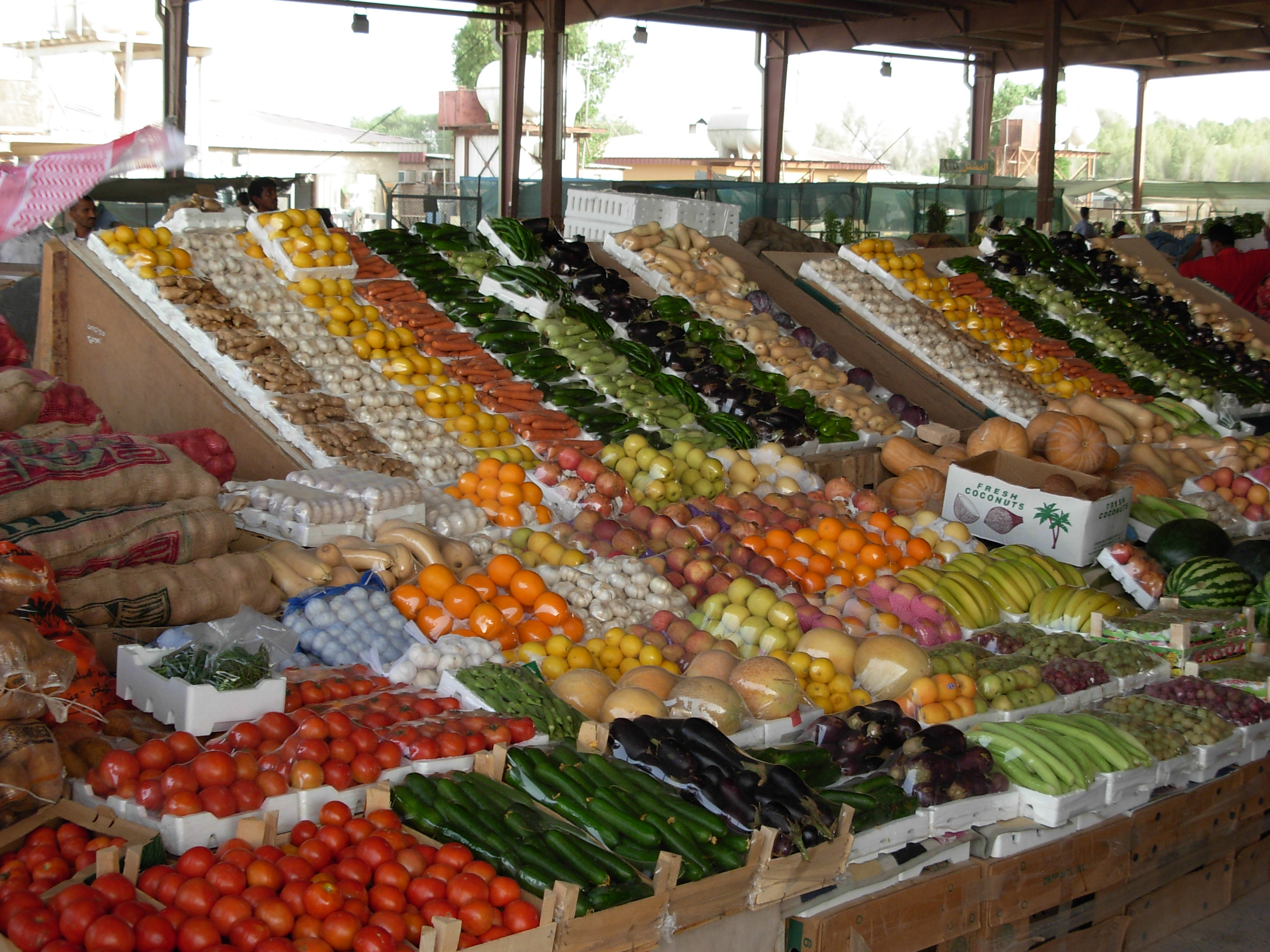
Marché de Wafra
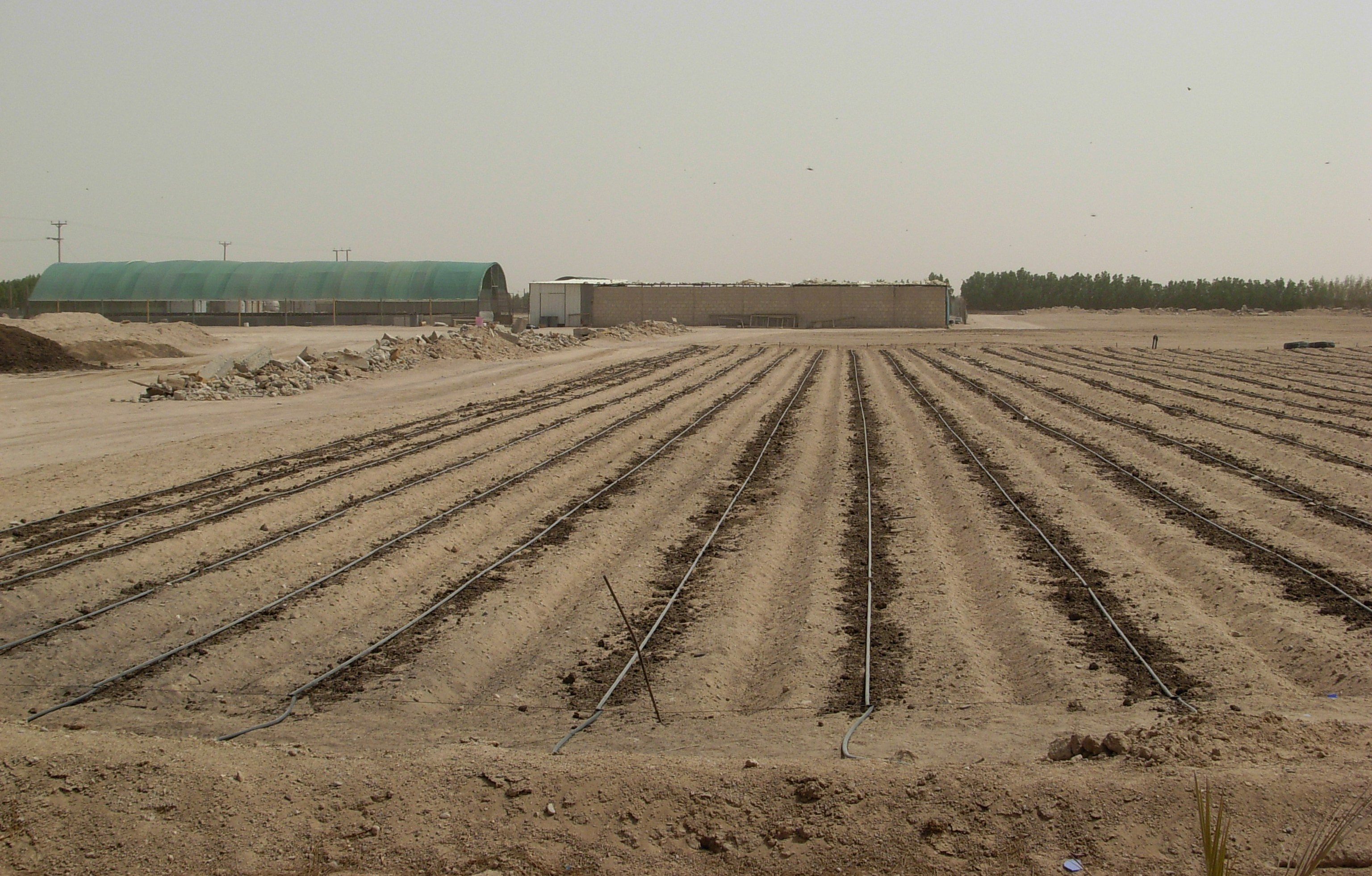
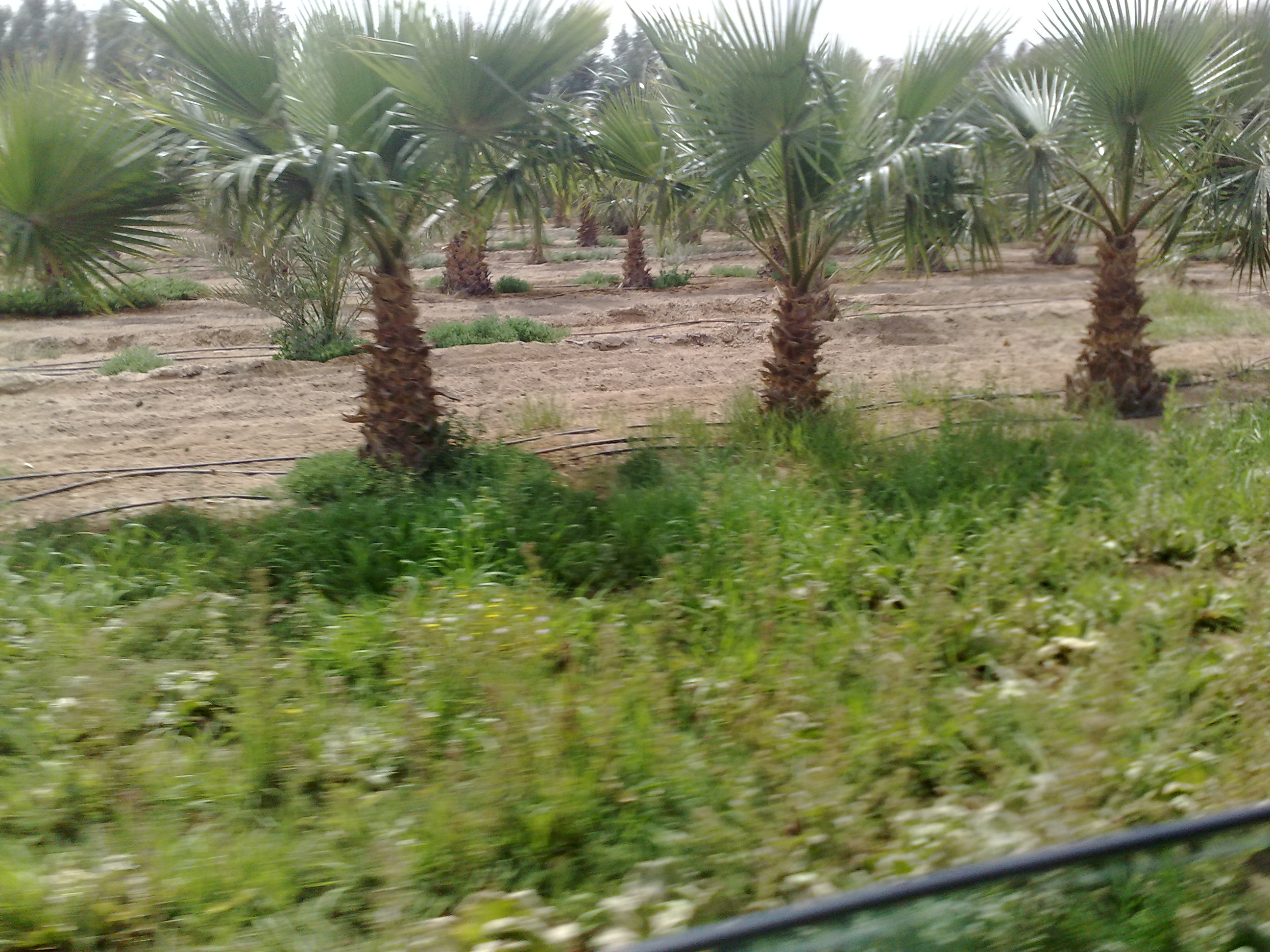